# Токарева, Яна Александровна
Я́на Алекса́ндровна То́карева (род. 12 января 1976, Москва, СССР) — российский поэт, филолог, переводчик с английского и итальянского языков.

## Биография
Училась в 44-й, 1105-й и 57-й (математический класс) московских школах. В 1998 году окончила историко-филологический факультет Российского государственного гуманитарного университета (РГГУ). Стажировалась в университете Вашингтона в Сент-Луисе (США, 1995), Laboratorio Internazionale Della Communicazione (Италия, 2000), Миссисипском университете (США, 2007). Работала помощником редактора в издательстве «Аванта+» (1997—1998), переводчиком в московском представительстве американской телевизионной сети ABC (2000), преподавателем на кафедре английского языка РГГУ (2000—2001), литературным редактором журнала «Америка Illustrated» (2000—2003), преподавателем английского языка в московском эстрадно-джазовом колледже «Консорт» (2003—2006). Ныне — переводчик-фрилансер. Живёт в Москве.
Публиковалась в литературных журналах «Воздух», «Крещатик», «Неприкосновенный запас», «©оюз Писателей», сетевых литературных журналах «РЕЦ», TextOnly, альманахах «Абзац», «Авторник», «Вавилон», «Окрестности», «Чёрным по белому», поэтических антологиях «Анатомия ангела» (2002), «Девять измерений» (2004), на сайтах «Лавка языков», «Молодая русская литература», «Полутона». Автор книги стихов «Тёплые вещи» (2004).
Шорт-листер независимой литературной премии «Дебют» (2001). Лауреат Малой поэтической премии «Московский счёт» (2004).

## Отзывы
По мнению российского литературного критика Людмилы Вязмитиновой, «Яна Токарева демонстрирует <…> самобытную и сложную поэтику, вобравшую в себя множество разнородных элементов. <…> Некоторые стихотворения Яны Токаревой очень точно демонстрируют наиболее важные черты современной русской поэзии. Прежде всего, это стремление к множественной и многоуровневой, как бы фотографически бесстрастной, фиксации событий и впечатлений, в конечном итоге создающей что-то вроде фасеточной картины мира <…>. Однако подлинное отношение героини Токаревой к миру — очень заинтересованное и эмоциональное».